# Podmalówka

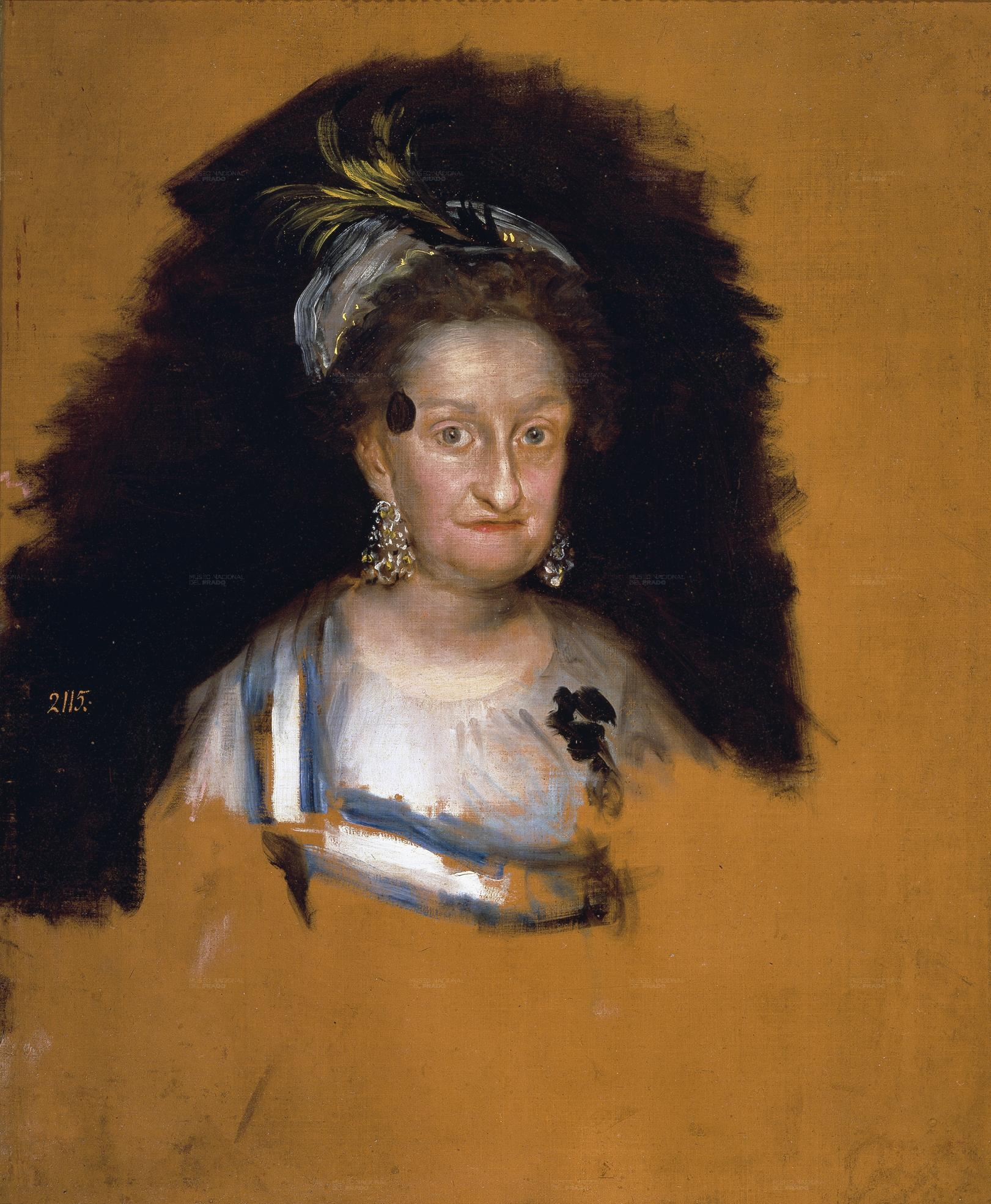
Czerwonawa podmalówka widoczna na szkicu do Rodziny Karola IV Francisca Goi

Podmalówka – wstępna, często uproszczona i monochromatyczna wersja obrazu olejnego lub temperowego stosowana w tradycyjnych warsztatach malarskich.
Podmalówkę w technice temperowej lub chudej technice olejnej malowano na zagruntowanym podobraziu z zaznaczonymi liniami szkicu ogólnej kompozycji.
Najstarsze podmalówki, pod gotyckie malarstwo tablicowe, wykonywano techniką kreskową, uzyskując efekt przejścia tonalnego przy pomocy zagęszczenia krzyżujących się kresek. Podmalówki pod obrazy olejne najczęściej malowano uzyskując ten efekt miękkim pędzlem.
Podmalówkę pokrytą z reguły warstwą barwnego werniksu – imprimiturą wykańczano w odpowiedniej technice, wprowadzając lokalny kolor, warstwy laserunku, detale i światła (blik).
Techniki malarskie z zastosowaniem podmalówki pozwalały dawnym malarzom z jednej strony zaoszczędzić na drogich pigmentach, z drugiej pozwalały skoncentrować się na aspektach kolorystycznych i detalach kompozycji, ponieważ jej ogólny, monochromatyczny zarys był już gotowy. Właściwie przygotowana podmalówka przyśpieszała też proces malowania, ze względu na to, że w niektórych partiach obrazu malarz mógł pozostawić samą podmalówkę, pokrytą jedynie laserunkiem. Obraz taki z pieczołowicie wykończonymi detalami w partiach światła i prześwitującą podmalówką, a niekiedy i szkicem, w partiach cienia, nabierał niepowtarzalnego uroku, co można zauważyć w wielu dziełach dawnych mistrzów, zwłaszcza niderlandzkich i flamandzkich.
W końcu XIX wieku stosowano niekiedy jako podmalówkę fotografię, zdarzało się to najczęściej w malarstwie portretowym.
Technika stosowana była jeszcze powszechnie w malarstwie akademickim do końca XIX wieku, później zarzucona na rzecz coraz popularniejszej techniki alla prima.
Do programowego stosowania podmalówki powracali często malarze i grupy twórcze nawiązujący do dawnego malarstwa (np. bractwo św. Łukasza).
Dziś technika jest często stosowana przy malowaniu kopii i pastiszów dawnych mistrzów, w malarstwie współczesnym  niekiedy przez niektórych malarzy stosujących dawne techniki warsztatowe.

## Literatura
- Władysław Ślesiński:Techniki malarskie – spoiwa organiczne, Arkady, Warszawa, 1984, ISBN 83-213-2972-1